# Penthe obliquata
Penthe obliquata là một loài bọ cánh cứng trong họ Tetratomidae. Loài này được Fabricius miêu tả khoa học đầu tiên năm 1801.